# Liste des lauréats du prix Shanti Swarup Bhatnagar en médecine
Le Prix Shanti Swarup Bhatnagar de sciences et technologie est l'une des plus hautes distinctions scientifiques multidisciplinaires en Inde. Il a été créé en 1958 par le Conseil de recherche scientifique et industrielle, en l'honneur de Shanti Swarup Bhatnagar, son fondateur et directeur et reconnaît l'excellence dans la recherche scientifique en Inde.

## Liste de lauréats

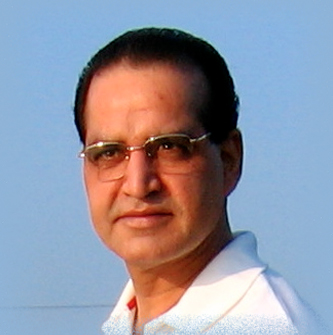
Anil Kumar Tyagi

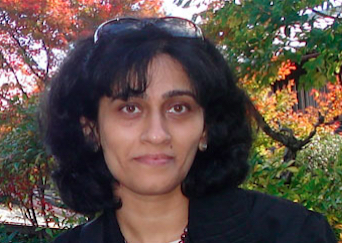
Vidita Vaidya

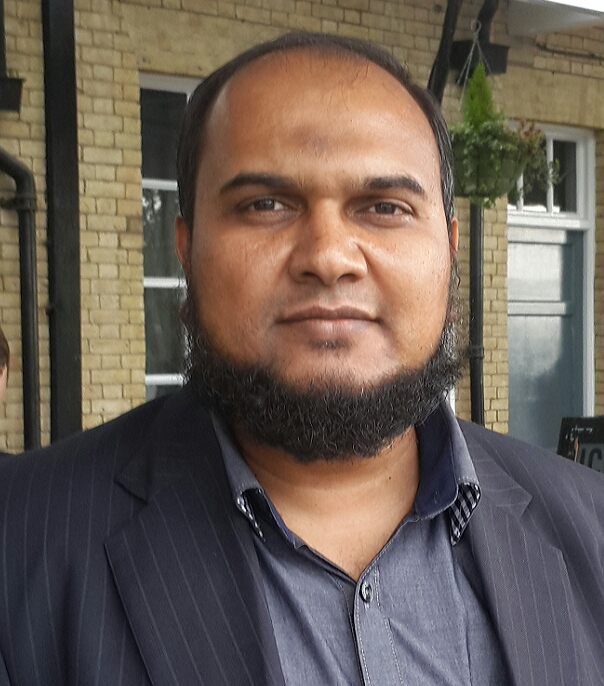
Niyaz Ahmed

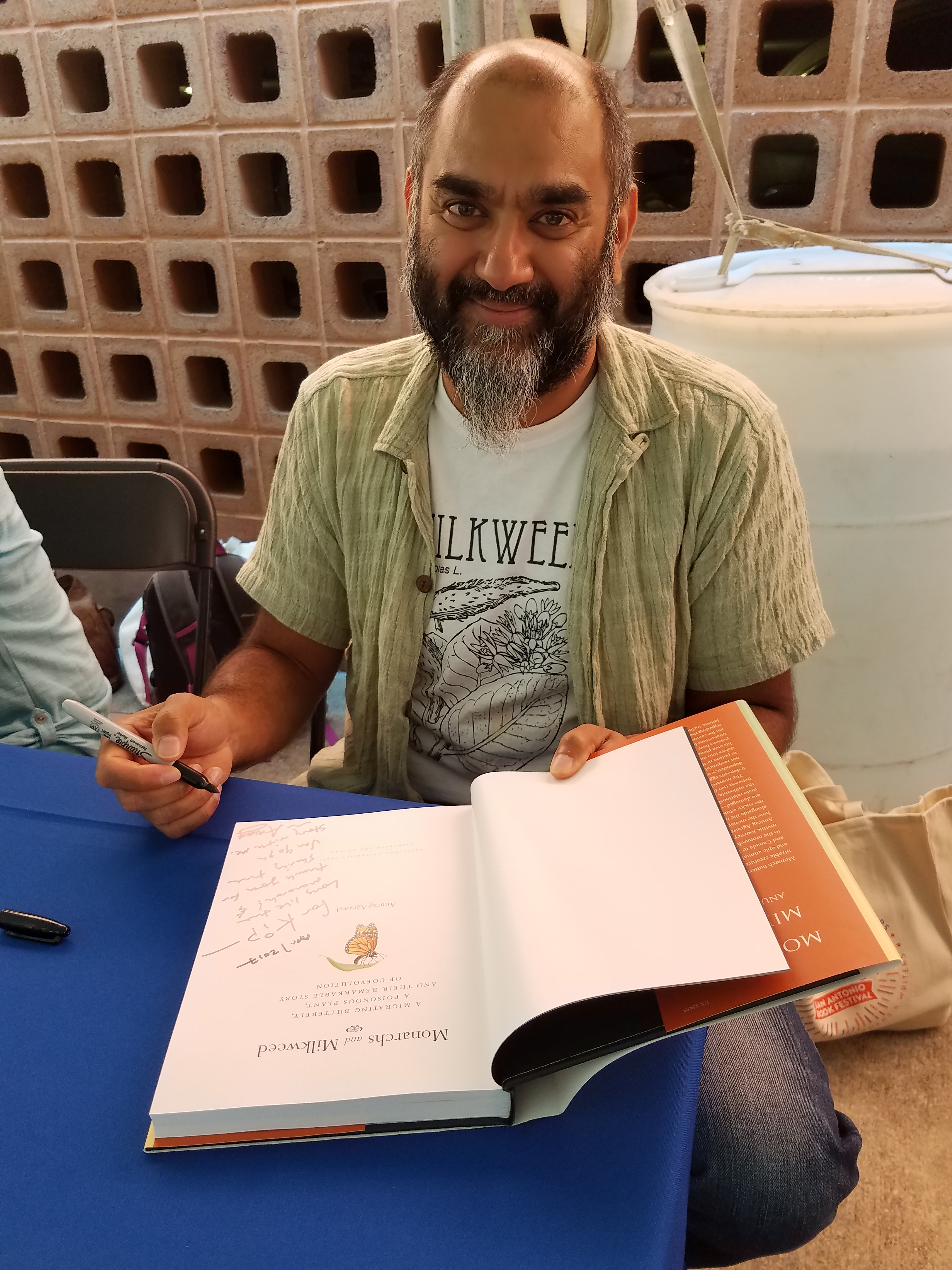
Anurag Agrawal

| Année | Lauréat                           | Lieu           | Spécialisation                        |
| ----- | --------------------------------- | -------------- | ------------------------------------- |
| 1961  | Ram Behari Arora (en)             | Rajasthan      | Pharmacologie du système circulatoire |
| 1963  | Bal Krishan Anand (en)            | Uttar Pradesh  | Neurophysiologie                      |
| 1963  | Sibte Hasan Zaidi (en)            | Uttar Pradesh  | Toxicologie                           |
| 1965  | Vulimiri Ramalingaswami (en)      | Andhra Pradesh | Pathologie                            |
| 1965  | Nirmal Kumar Dutta (en)           | West Bengal    | Microbiologie                         |
| 1966  | Jyoti Bhusan Chatterjea (en)      | West Bengal    | Hémoglobinopathie                     |
| 1966  | Rustom Jal Vakil (en)             | Maharashtra    | Cardiologie                           |
| 1967  | M. J. Thirumalachar (en)          | USA            | Mycologie                             |
| 1967  | Ajit Kumar Basu (en)              | West Bengal    | Chirurgie cardiaque                   |
| 1968  | Uttamchand Khimchand Sheth (en)   | Maharashtra    | Neurosciences                         |
| 1968  | Sarashi Ranjan Mukherjee (en)     | West Bengal    | Pharmacologie                         |
| 1969  | Ranjit Roy Chaudhury (en)         | Bihar          | Pharmacologie                         |
| 1969  | Subramanian Kalyanaraman (en)     | Tamil Nadu     | Neurochirurgie                        |
| 1960  | Janak Raj Talwar (en)             | Punjab         | Chirurgie thoracique                  |
| 1960  | Ajit Kumar Maiti (en)             | West Bengal    | Neurophysiologie                      |
| 1960  | Om Dutt Gulati (en)               | Gujarat        | Pharmacologie                         |
| 1960  | Nuggehalli Raghuveer Moudgal (en) | Karnataka      | Endocrinologie                        |
| 1960  | Turaga Desiraju (en)              | Andhra Pradesh | Neurophysiologie                      |
| 1960  | Perdur Radhakantha Adiga (en)     | Karnataka      | Biologie de la reproduction           |
| 1981  | U. C. Chaturvedi (en)             | Uttar Pradesh  | Virologie                             |
| 1983  | Indira Nath                       | Delhi          | Immunologie                           |
| 1984  | Jagdish Narain Sinha (en)         | Uttar Pradesh  | Neuropharmacologie                    |
| 1984  | Brahm Shanker Srivastava (en)     | Uttar Pradesh  | Biologie moléculaire                  |
| 1985  | D. K. Ganguly (en)                | West Bengal    | Neurophysiologie                      |
| 1986  | Shyam Swarup Agarwal (en)         | Uttar Pradesh  | Immunologie                           |
| 1986  | Pradeep Seth (en)                 | Delhi          | Microbiologie                         |
| 1990  | Maharaj Kishan Bhan (en)          | Haryana        | Pédiatrie                             |
| 1991  | Shashi Wadhwa (en)                | Madhya Pradesh | Neurobiologie                         |
| 1992  | Undurti Narasimha Das (en)        | Andhra Pradesh | Immunologie                           |
| 1992  | Narinder Kumar Mehra (en)         | Punjab         | Immunogénétique                       |
| 1993  | Gaya Prasad Pal (en)              | Madhya Pradesh | Aanatomie clinique                    |
| 1994  | Y. D. Sharma (en)                 | Delhi          | Biologie moléculaire                  |
| 1994  | K. B. Sainis (en)                 | Maharashtra    | Immunologie                           |
| 1995  | Anil Kumar Tyagi (en)             | Uttar Pradesh  | Biochimie                             |
| 1995  | Subrat Kumar Panda (en)           | Odisha         | Virologie                             |
| 1996  | Vijayalakshmi Ravindranath (en)   | Tamil Nadu     | Neurosciences                         |
| 1996  | Shiv Kumar Sarin (en)             | Rajastan       | Hépatologie                           |
| 1997  | Satish K. Gupta (en)              | Haryana        | Immunologie                           |
| 1997  | Vijay Kumar                       | Bihar          | Biologie moléculaire                  |
| 1998  | G. Balakrish Nair (en)            | Kerala         | Microbiologie                         |
| 1999  | Ch. Mohan Rao (en)                | Andhra Pradesh | Biologie moléculaire                  |
| 2000  | Shahid Jameel (en)                | Uttar Pradesh  | Virologie                             |
| 2001  | Birendra Nath Mallick (en)        | West Bengal    | Neurobiologie                         |
| 2002  | Sunil Pradhan (en)                | Uttar Pradesh  | Neurologie                            |
| 2003  | Chinmoy Sankar Dey (en)           | Delhi          | Biologie moléculaire                  |
| 2003  | Anil Kumar Mandal (en)            | West Bengal    | Glaucome                              |
| 2004  | Chetan Eknath Chitnis (en)        | Maharashtra    | Parasitologie                         |
| 2005  | Javed Agrewala (en)               | Uttar Pardesh  | Immunologie                           |
| 2006  | V. S. Sangwan (en)                | Haryana        | Biologie cellulaire                   |
| 2007  | P. N. Rangarajan (en)             | Karnataka      | Expression des gènes                  |
| 2008  | Ravinder Goswami (en)             | Delhi          | Endocrinologie                        |
| 2009  | Santosh G. Honavar (en)           | Maharashtra    | Oncologie oculaire                    |
| 2010  | Mitali Mukerji (en)               | Delhi          | Génomique humaine, Ayurgénomique      |
| 2011  | K. Narayanaswamy Balaji (en)      | Karnataka      | Mycologie                             |
| 2012  | Sandip Basu (en)                  | Maharashtra    | Médecine nucléaire                    |
| 2013  | Pushkar Sharma (en)               | Uttar Pradesh  | Immunologie                           |
| 2014  | Anurag Agrawal (en)               | USA            | Entomologie                           |
| 2015  | Vidita Ashok Vaidya (en)          | Maharashtra    | Neurosciences                         |
| 2016  | Niyaz Ahmed (en)                  | Telangana      | Epidémiologie moléculaire, génomique  |
| 2017  | Amit Dutt (en)                    | Delhi          | Génomique                             |
| 2017  | Deepak Gaur (en)                  | Delhi          | Vaccins                               |